# Bruno Sosa Alderete
Bruno Sosa Alderete (Melo, Uruguay, 6 de junio de 1994) es un futbolista uruguayo que juega como centrocampista. 
Se formó en el club Melo Wanderers C.D.S. , a los 17 años pasó formar parte del club profesional Cerro Largo FC en el cual militó hasta el año 2014. 
Actualmente milita en el US Marseille Endoume en el Championnat National 3 de Francia

## Clubes
| Club                    | País    | Año         |
| ----------------------- | ------- | ----------- |
| Melo Wanderers C.D.S.   | Uruguay | 2008 - 2011 |
| Cerro Largo FC          | Uruguay | 2012 - 2014 |
| CMD San Juan            | España  | 2015 - 2016 |
| San Fernando CD         | España  | 2016 - 2017 |
| Paradas Balompié        | España  | 2018 - 2019 |
| Club Atlético Cortegana | España  | 2019 - 2020 |
| US Marseille Endoume    | Francia | 2020 - 2021 |
| C.P Monesterio          | España  | 2021 - 2022 |
| Inter Manacor           | España  | 2023 - 2024 |
| PoliSportiva Buddusó    | Italia  | 2024 - 2025 |

- Datos: Q27786453